# Louis Alexandre Andrault de Langéron
Il conte Louis Alexandre Andrault de Langéron (in francese Louis Alexandre Andrault, comte de Langéron, in russo Алекса́ндр Фёдорович Ланжеро́н?) (Parigi, 24 gennaio 1763 – Odessa, 16 luglio 1831) è stato un generale francese al servizio dell'esercito imperiale russo contro il proprio paese durante le guerre napoleoniche.

## Biografia

### Gioventù

Stemma della casa d'Andrault.

Membro di una nobile famiglia francese, discendente di Cesare Borgia, nacque col titolo di conte di Langéron, marchese de la Coste, barone de Cougny, de la Ferté et de Sassy. Si arruolò nell'esercito francese all'età di 15 anni, e servì a Santo Domingo nel 1782-1783. Nel 1786 fu promosso tenente colonnello del reggimento Médoc, e nel 1788 divenne colonnello del reggimento Armagnac e sostenne la monarchia fino alla rivoluzione.

### Servizio russo
Essendo un fedele del re, quindi fervente sostenitore dell'ancien régime, lasciò la Francia all'inizio della rivoluzione francese entrando al servizio russo nel 1790 come colonnello del reggimento siberiano di granatieri. Si distinse nella battaglia contro la Svezia e nella guerra russo-turca. Assieme al duca di Fronsac e al principe Charles de Ligne, figlio del famoso diplomatico austriaco Charles Joseph de Ligne, partecipò alla conquista da parte di Aleksandr Suvorov di Izmaïl, in cui fu ferito. Gli fu dato un periodo di aspettativa per poter servire nell'Esercito degli emigrati contro la Francia rivoluzionaria, e dopo il ritorno in Russia fu inserito nell'esercito austriaco nei Paesi Bassi come osservatore. Fu promosso a comandante di brigata nel 1796, e divenne generale maggiore nel 1797 e generale tenente nel 1798.

### Guerre napoleoniche
Comandò la seconda colonna dell'esercito austro-russo nella battaglia di Austerlitz e, dopo la sconfitta subita, fu inviato ad Odessa. Tra il 1806 e il 1811 partecipò alla nuova guerra russo-turca, servendo l'esercito moldavo contro gli Ottomani. Combatté a Giurgiu, Silistra, Frasin, Derekoy e Ruse, il che lo fece promuovere a generale di fanteria. Nel 1812 gli fu assegnato il comando di un gruppo dell'esercito del Danubio, col quale combatté a Brest-Litovsk e sul fiume Beresina. Nel 1813 fu incaricato di eseguire l'assedio di Toruń, poi nello stesso anno guidò un corpo a Lázně Kynžvart, Bautzen, Siebeneichen, Löwenberg, Katzbach e Lipsia. L'anno seguente partecipò alla campagna francese, durante la quale combatté le battaglie di Soissons, Craonne, Laon, Rheims, La Fère-Champenoise e Parigi. Alla fine del 1814 guidò i corpi 4° e 6° in Volinia. Durante i Cento giorni iniziò una marcia verso la Francia, ma raggiunse solo il centro della Germania prima che Napoleone fosse sconfitto a Waterloo.

### Ultimi anni

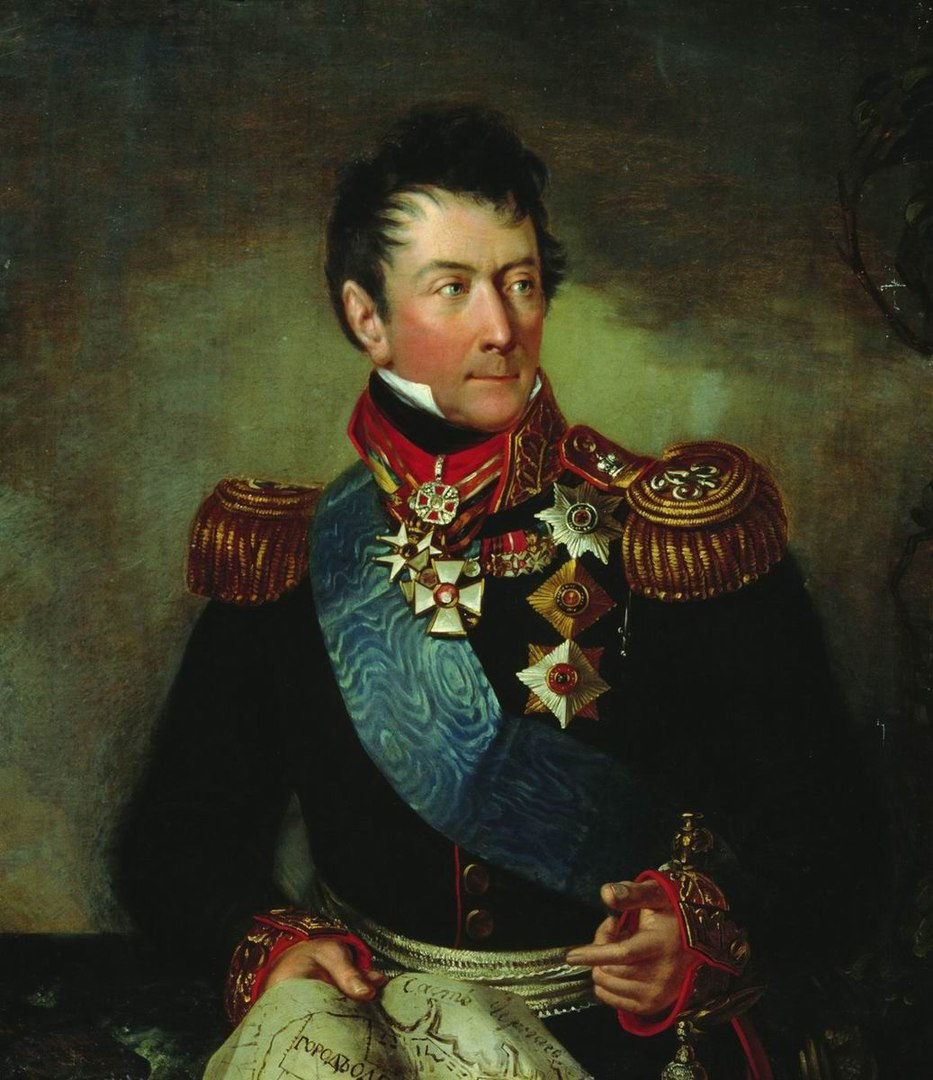
Il conte de Langéron nel 1819.

Dopo le guerre napoleoniche fu nominato governatore militare di Cherson e Odessa, comandante in capo dei Cosacchi di Bug e del Mar Nero, e governatore di Ekaterinoslav, Cherson e della Crimea. Nel 1815 divenne governatore della Nuova Russia. Le esportazioni continuarono ad aumentare sotto la sua guida, fino a raggiungere 40 milioni di rubli nel 1817. Ad Odessa inaugurò il liceo Richelieu per benestanti. Solo i figli di mercanti e immigrati greci potevano iscriversi. Durante il suo governo iniziò la costruzione dei giardini botanici di Odessa e del Primorsky Boulevard. Dal punto di vista legislativo, il suo atto più importante fu la dichiarazione del porto di Odessa come porto libero, nel 1819, il che permise la compravendita di beni senza l'imposizione di dazi. Oggi Odessa ha una strada e una spiaggia che prendono il nome da lui.
Nel 1823 fu sollevato da questi incarichi a causa della sua salute cagionevole, e si trasferì in Francia, dove la regalità borbonica era stata restaurata, fino al 1825. Dopo la rivolta decabrista fu nominato membro della corte che doveva giudicare. Richiamato in servizio allo scoppio della guerra russo-turca, combatté i turchi in numerose battaglie prima di essere sostituito da Hans Karl von Diebitsch. Morì durante un'epidemia di colera a Odessa nel 1831.

## Scritti
- La battaglia di Austerlitz (Journal de la campagne de 1805. Rélation de la bataille d'Austerlitz), traduzione di Vittorio Frizzi, Nota di Sergio Valzania, Collana La memoria n. 663, Palermo, Sellerio, 2005, ISBN 978-88-389-2079-0.